# Tenleytown-AU
Tenleytown-AU è una stazione della metropolitana di Washington, situata sulla linea rossa. Si trova a Washington, nel quartiere di Tenleytown, nei pressi dell'American University e della Cattedrale dei Santi Pietro e Paolo.
È stata inaugurata il 25 agosto 1984, contestualmente all'apertura del tratto tra le stazioni di Van Ness-UDC e di Grosvenor.
La stazione è servita da autobus del sistema Metrobus (anch'esso gestito dalla WMATA).